# Dellagiustaite
La dellagiustaite (simbolo IMA: Dgt) è un minerale e un ossido molto raro del supergruppo dello spinello e in particolare degli ossispinelli, nella cui famiglia occupa un posto nel sottogruppo dello spinello; la sua composizione chimica idealizzata è V2+Al2O4.

## Etimologia e storia
Gli spinelli sintetici di alluminio-vanadio (Al(V2+V3+)O4) sono stati studiati per le loro proprietà magnetiche fin dall'inizio del XXI secolo.
Nel 2017, il gruppo di ricerca di Fernando Cámara ha descritto la prima presenza naturale di dellagiustaite con una composizione molto simile in paragenesi estremamente ridotta della Sierra de Comechingones nella provincia di San Luis, in Argentina. Gli autori hanno chiamato il nuovo spinello in onore del professor Antonio Della Giusta dell'Università di Padova, specialista in cristallochimica e fenomeni di disordine degli spinelli.

## Classificazione
L'attuale classificazione dell'Associazione Mineralogica Internazionale (IMA) include la dellagiustaite nel supergruppo dello spinello, dove si trova insieme a cromite, cocromite, coulsonite, cuprospinello, deltalumite, franklinite, gahnite, galaxite, guite, hausmannite, hercynite, hetaerolite, jacobsite, maghemite, magnesiocromite, magnesiocoulsonite, magnesioferrite, magnetite, manganocromite, spinello, termaerogenite, titanomaghemite, trevorite, vuorelainenite e zincocromite formano il sottogruppo dello spinello all'interno degli ossispinelli. In questo gruppo sono inclusi anche gli ossispinelli chihmingite e chukochenite, descritti dopo il 2018, nonché la nicromite, il cui nome non è stato ancora riconosciuto dal CNMNC dell'IMA.
La dellagiustaite non è elencata nell'ormai obsoleta 8ª della classificazione dei minerali secondo Strunz, né nella Sistematica dei lapis (Lapis-Systematik) di Stefan Weiß, che è stata rivista e aggiornata l'ultima volta nel 2018.
La 9ª edizione della classificazione dei minerali di Strunz, utilizzata dall'IMA dal 2001 al 2009, non riconosce ancora la dellagiustaite.
L'edizione successiva, continuata dal database dei minerali "mindat.org", colloca la dellagiustaite nella classe degli “ossidi e idrossidi” e lì nel reparto "metallo: ossigeno = 3: 4 e simili". Questa è ulteriormente suddivisa in base alla dimensione relativa dei cationi coinvolti, quindi la dellagiustaite è stata suddivisa nella suddivisione “Con soli cationi di media grandezza” con il numero di sistema 4.BB in base alla sua composizione. Attualmente non esiste un'ulteriore classificazione in un gruppo minerale specifico.
La classificazione minerale Dana, utilizzata principalmente nei paesi anglosassoni, non elenca ancora la dellagiustaite.

## Chimica
La dellagiustaite pura ha la composizione V2+Al2O4. Lo spinello di vanadio-alluminio della località tipo è uno spinello inverso con la seguente composizione (il numero di coordinazione della posizione del reticolo è tra parentesi quadre):
{\displaystyle \mathrm {^{[4]}Al^{3+[6]}(V_{0.91}^{2+}Mg_{0.08}^{2+}Mn_{0.01}^{2+}V_{0.88}^{3+}Al_{0.09}^{3+}Ti_{0.03}^{3+})O_{4}} }
Ciò corrisponde a un cristallo misto di parti quasi uguali dellagiustaite con l'ipotetico analogo del vanadio della magnetite (V2+V3+2O4, vanadio coulsonite) secondo la reazione di scambio
{\displaystyle \mathrm {^{[6]}Al^{3+}=^{[6]}V^{3+}\,\,\,\,\,} } (coulsonite di vanadio)
Inoltre la dellagiustaite forma cristalli misti con spinello:
{\displaystyle \mathrm {^{[4/6]}V^{2+}=^{[4/6]}Mg^{2+}\,\,\,\,\,} } (spinello)

## Abito cristallino
La dellagiustaite cristallizza nel sistema cristallino cubico e sviluppa cristalli ottaedrici neri di dimensioni inferiori a un millimetro.
La dellagiustaite naturale cristallizza nel gruppo spaziale cubico Fd3m (gruppo spaziale nº 227) con costante di reticolo a = 8,1950(1) Å e 8 unità di formula per cella unitaria. In questo spinello inverso, la posizione tetraedrica è completamente occupata dall'alluminio (Al3+) e la posizione ottaedrica è mescolata con vanadio (V2+) e alluminio.
L'equivalente sintetico, con la composizione quasi identica Al3+(V2+V3+)O4, è romboedrico a temperatura ambiente e subisce una transizione di fase alla struttura cubica a 427 °C. La causa della simmetria inferiore a temperature più basse è un ordinamento degli ioni di vanadio caricati diversamente sulle posizioni ottaedriche.

## Origine e giacitura
La dellagiustaite è un minerale estremamente raro ed è stato descritto solo in due località in tutto il mondo.
Nella località tipo, la Sierra de Comechingones nella provincia di San Luis, Argentina, la dellagiustaite si trova insieme a dell'hibonite ricca di vanadio, grossite, vanadio metallico, spesso rivestita da dellagiustaite, un minerale ancora sconosciuto di composizione Ca2Al3O6F, gehlenite e perovskite ricca di alluminio. Questa paragenesi indica condizioni di formazione estremamente riducenti (povere di ossigeno) e temperature intorno ai 1000 °C. Tutte le rocce precedentemente conosciute della Sierra de Comechingones avevano temperature di formazione significativamente più basse. Il contesto geologico di questa paragenesi è sconosciuto perché i campioni sono stati acquistati da un rivenditore.
L'unica altra presenza conosciuta di dellagiustaite è il monte Carmelo nel distretto di Haifa, in Israele. Le rocce portatrici di dellagiustaite sono molto simili a quelle della località tipo. La dellagiustaite si trova qui insieme a hibonite, grossite, krotite, vanadio e una lega di vanadio-alluminio.